# TGRドライバー・チャレンジ・プログラム
TGRドライバー・チャレンジ・プログラム (TGR Driver Challenge Program, TGR-DC) は、トヨタ自動車が主催する、若手レーシングドライバー育成プロジェクト。TGRは"TOYOTA GAZOO Racing"の頭文字である。
旧称は「トヨタ・ヤングドライバーズ・プログラム (TOYOTA Young Drivers Program, TDP) 」。2005年発足。

## 理念・目的
世界および日本でのトップカテゴリーにおいて活躍できるレーシングドライバーの育成を目的とし、人材の発掘と継続的なステップアップをバックアップするプロジェクトである。

## トヨタ・ヤングドライバーズ・プログラム（TDP）
2002年からのF1参戦を決定したトヨタ自動車では、ドライバーの人材不足を痛感しており、若手有能ドライバーの育成を急務としていた。モータースポーツの発達しているヨーロッパにおいては、自動車会社が主催・後援のもと、レーシング・スクールやそれと一体化したスカラシップ制度が発達して（例としてはフランスのフォーミュラ・ルノー・エルフ・キャンパス）、幾多の人材を輩出しており、日本においても、ホンダが後援し鈴鹿サーキットで開講している「鈴鹿サーキットレーシングスクール(SRS)」が、F3へのスカラシップを通じて、佐藤琢磨をF1に送り出すなどの成果を挙げていた。
トヨタは1995年から体験型のレーシングスクール「フォーミュラトヨタ・レーシングスクール(FTRS)」を開校していたが、2000年より成績優秀者にスカラシップを与える選抜育成プログラムを導入。2001年にはトヨタF1チームの母体であるドイツのトヨタ・モータースポーツ(TMG)が外国人ドライバーの支援プログラムを開始し、2003年に「トヨタ・ドライバーズ・アカデミー(TDA)」と改称した。さらに、2005年にはFTRS育成プログラムとTDAの活動を統合・一体化し、名称も「トヨタ・ヤングドライバーズ・プログラム(TDP)」に変更して、新たにスタートを切る事となった。
TDP所属選手にはフォーミュラ・トヨタシリーズ参戦→トムスから全日本F3選手権へデビューというステップアップルートが整えられた。2006年にはホンダ・日産と3社共同で設立した「フォーミュラチャレンジ・ジャパン(FCJ)」も加わり、2007年のフォーミュラ・トヨタ終了後はFCJがエントリーシリーズになった。結果を残した者へは、フォーミュラ・ニッポン（2013年よりスーパーフォーミュラ）やSUPER GTのような国内トップカテゴリのシリーズへの昇格が認められる。
また、2003年から有望な選手をヨーロッパへ派遣し、フォーミュラ・ルノー2.0、ユーロF3、GP2といったシリーズで経験を積ませた。2007年にはヨーロッパ組の中から中嶋一貴がTDPドライバーとして初めてF1デビューを果たし、2009年には小林可夢偉が2人目としてトヨタチームでF1デビューした。また、2008年には国本京佑が伝統のマカオグランプリを制覇している。
国内外含め毎年10名以上をサポートしていたが、2009年をもってトヨタのF1活動が終了したため、日本人3・4名程度に規模を縮小。2013年にはFCJが終了したため、2014年以降はドライバー育成の場をFIA-F4選手権に移した。2012年よりトヨタがFIA 世界耐久選手権 (WEC) に参戦すると、平川亮と山下健太を育成枠で耐久レースに派遣した。また、2015年よりTDP枠外でラリードライバー育成プログラムを開始し、勝田貴元、新井大輝、足立さやかをフィンランドへ派遣した。

## TGRドライバー・チャレンジ・プログラム（TGR-DC）
2020年、トヨタはフォーミュラ、スポーツカー、ラリーといった別々の種目で行われていた育成プログラムを一本化し、「TGRドライバー・チャレンジ・プログラム (TGR-DC) 」として推進していくことを発表し、TDPもこれに再編されることになった。

## 所属ドライバー

### 現所属ドライバー
| カテゴリ   | ドライバー | 所属年                                  | 参戦シリーズ                        | 所属チーム                  |
| ---------- | ---------- | --------------------------------------- | ----------------------------------- | --------------------------- |
| TGR WRC    | 勝田貴元   | 2012-2014（TDP） 2015-（WRCチャレンジ） | 世界ラリー選手権 (WRC)              | TOYOTA GAZOO Racing WRT     |
| TGR WEC    | 山下健太   | 2014-2018（TDP） 2019-（WECチャレンジ） | FIA 世界耐久選手権 (WEC) LMP2クラス | High Class Racing           |
| TGR-DC育成 | 坪井翔     | 2016-                                   | スーパーフォーミュラ (SF)           | JMS P.mu/cerumo・INGING     |
| TGR-DC育成 | 坪井翔     | 2016-                                   | 2020年のSUPER GT（GT500クラス）     | TGR TEAM WAKO'S ROOKIE      |
| TGR-DC育成 | 宮田莉朋   | 2017-                                   | スーパーフォーミュラ・ライツ        | カローラ中京 Kuo TEAM TOM'S |
| TGR-DC育成 | 宮田莉朋   | 2017-                                   | SUPER GT（GT500クラス）             | TGR TEAM WedsSport BANDOH   |
| TGR-DC育成 | 小高一斗   | 2019-                                   | スーパーフォーミュラ・ライツ        | カローラ中京 Kuo TEAM TOM'S |
| TGR-DC育成 | 小高一斗   | 2019-                                   | SUPER GT（GT300クラス）             | ADVICS muta Racing INGING   |

### 過去の所属ドライバー
括弧内はTDP所属年。2004年までのFTRS育成プログラムおよびTDAを含む。出典は各年のトヨタモータースポーツ活動計画を参照。
- ライアン・ブリスコー（2001-2003、2005）
- フランク・ペレーラ（2001-2006）
- アレックス・ストーケンフェルド（2002）
- ロベルト・ストレイト（2003-2004）
- ベン・クラカス（2004）
- ヘンキ・ワルドシュミット（2006-2008）
- マーティン・プロウマン（2006-2007）
- アンドレア・カルダレッリ（2007-2008）
- ケイ・コッツォリーノ（2008）
- 田崎紀彦（2001）
- 小暮卓史（2001）
- 平中克幸（2001-2005）
- 片岡龍也（2001-2006）
- 吉本大樹（2002-2003）
- 横溝直輝（2002-2004）
- 番場琢（2002-2005）
- 平手晃平（2002-2011）
- 小林可夢偉（2002-2011）
- 小早川済瑠（2003-2004）
- 中嶋一貴（2003-2011）
- 池田大祐（2004-2005）
- 関口雄飛（2004-2005、2007）
- 大嶋和也（2004-2011）
- 安岡秀徒（2005-2006）
- 山内英輝（2005、2008）
- 国本京佑（2005-2006、2008-2009）
- 松村浩之（2006）
- 窪田善文（2006）
- 増田定臣（2006）
- 石浦宏明（2006-2011）
- 井口卓人（2006-2011）
- 松井孝允（2007）
- 蒲生尚弥（2008-2011）
- 国本雄資（2008-2013）
- 中山雄一（2008、2011-2016）
- 平川亮（2013-2017）

## 出身ドライバーの主な実績
TDP所属前の成績は除く。太字の年はTDP在籍中に記した成績。
国内
- フォーミュラ・トヨタ チャンピオン - 中嶋一貴（2003）、大嶋和也（2005）、関口雄飛（2006）
- フォーミュラチャレンジ・ジャパン チャンピオン - 関口雄飛（2006）、国本京佑（2007）、国本雄資（2008）、中山雄一（2010）
- FIA-F4選手権 チャンピオン - 宮田莉朋（2017）
- 全日本F3選手権/スーパーフォーミュラライツ チャンピオン - 大嶋和也（2007）、国本雄資（2010）、関口雄飛（2011）、中山雄一（2013）、山下健太（2016）、坪井翔（2018）、宮田莉朋(2020)、小高一斗(2022)
- SUPER GT（GT300クラス）チャンピオン - 大嶋和也（2007）、石浦宏明（2007）、片岡龍也（2009・2014・2017）、番場琢（2011）・横溝直輝（2012）、松井孝允（2016）、蒲生尚弥（2018）
- SUPER GT（GT500クラス）チャンピオン - 平手晃平（2013・2016）、平川亮（2017）、大嶋和也（2019）、山下健太（2019・2024）、坪井翔（2021・2023・2024）、宮田莉朋（2023）
- フォーミュラ・ニッポン チャンピオン - 中嶋一貴（2012）
- スーパーフォーミュラ チャンピオン - 中嶋一貴（2014）、石浦宏明（2015・2017）、国本雄資（2016）、宮田莉朋（2023）、坪井翔（2024）

海外
- フォーミュラ・ルノー2.0イタリア チャンピオン - ライアン・ブリスコー（2001）、小林可夢偉（2005）
- フォーミュラ・ルノー2.0ユーロカップ チャンピオン - 小林可夢偉（2005）
- GP2アジアシリーズ チャンピオン - 小林可夢偉（2009）
- マカオグランプリ 優勝 - 国本京佑（2008）
- ル・マン24時間レース 優勝 - 中嶋一貴（2018・2019）、小林可夢偉（2020・2021）、平川亮（2022）
- デイトナ24時間レース 優勝 - 小林可夢偉（2019・2020）
- FIA 世界耐久選手権 チャンピオン - 中嶋一貴（2018-19）、小林可夢偉（2019-20・2021）、平川亮（2022・2023）